# Asociación Estímulo de Bellas Artes

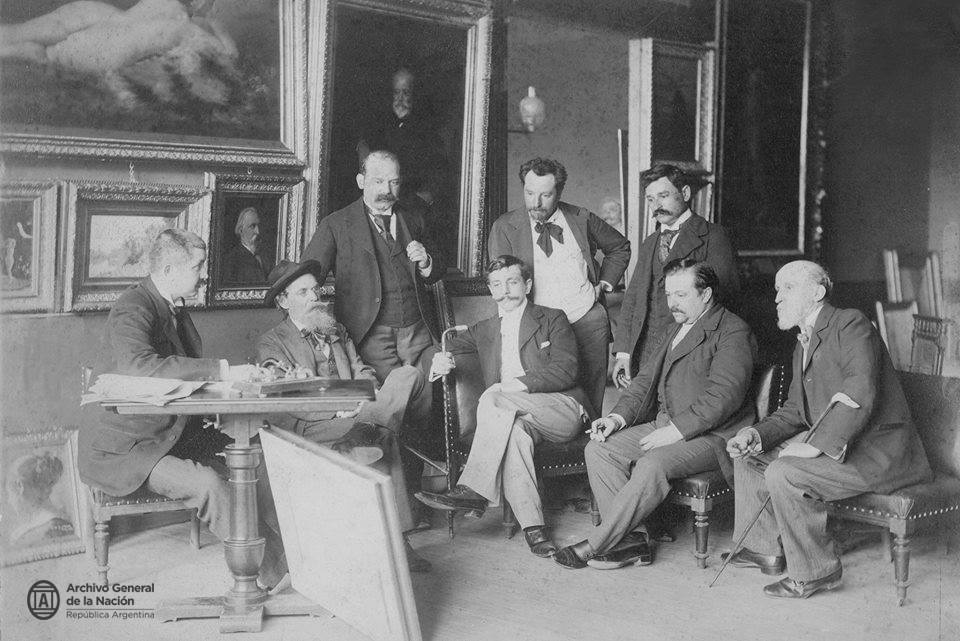
De izquierda a derecha, sentados: Eduardo Schiaffino, Eduardo Sívori, Ernesto de la Cárcova, Augusto Ballerini y Martín L. Boneo; parados: Ángel della Valle, Lucio Correa Morales y Américo Bonetti.

Asociación Estímulo de Bellas Artes (AEBA) es una asociación argentina localizada en la ciudad de Buenos Aires cuyo objetivo es el fomento y estímulo de la cultura general y el arte. Fundamentalmente se centra en el desarrollo y adelanto de las artes plásticas, pintura, escultura, grabado, dibujo, decoración, escenografía y cerámica. Desde la asociación se impulsa creación de instituciones y agrupaciones de artistas plásticos en la Argentina. 
La fundación de la Asociación Estímulo de Bellas Artes, datada el 23 de octubre de 1876, cuando se inauguró en Buenos Aires como Sociedad Estímulo de Bellas Artes y posteriormente, en 1878, la Escuela Estímulo de Bellas Artes. El 6 de abril de 1938 fue reconocida por el gobierno nacional como Asociación Estímulo de Bellas Artes (AEBA).El 2 de diciembre de 1983, la LEY N° 22.998, autorizaba a la Municipalidad de la Ciudad de Buenos Aires a donar a la Asociación Estímulo de Bellas Artes el inmueble que ocupa en la Av. Córdoba 701, en CABA.  
En sus inicios, la asociación contó con la participación de destacados artistas como Eduardo Sívori, Angel Della Valle, Eduardo Schiaffino y Lucio Correa Morales, quienes sentaron las bases para su crecimiento y relevancia en el ámbito artístico nacional.Dentro de sus objetivos se incluye la defensa de los intereses de los artistas plásticos, brindándoles apoyo en sus aspiraciones y derechos profesionales. Para ello, la asociación se ocupa de la organización de exposiciones, la actualización de una biblioteca especializada, la creación y conservación de una pinacoteca, así como la instalación y mantenimiento de espacios de estudio y talleres para el uso de sus miembros y de estudiantes de arte.
De esta asociación han surgido importantes instituciones como la Academia Nacional de Bellas Artes, el Museo Nacional de Bellas Artes y el Salón Nacional de Arte, así como organismos similares en distintas regiones de la República Argentina. 
En 2013, la Legislatura de la Ciudad Autónoma de Buenos Aires distinguió a la Asociación Estímulo de Bellas Artes por su aporte cultural a la ciudad.